# Mungo National Park (Australien)
Mungo National Park är en nationalpark i Australien.   Den ligger i delstaten New South Wales, i den sydöstra delen av landet, 600 km väster om huvudstaden Canberra. Mungo National Park ligger 84 meter över havet. Arean är 278 kvadratkilometer. I nationalparken finns Mungosjön.
Omgivningarna runt Mungo National Park är i huvudsak ett öppet busklandskap.